# Estación Mangueira (Metro de Recife)
La Estación Mangueira es una estación de metro del Metro de Recife, es la 5ª estación más próxima al centro de la capital. El movimiento de la estación es relativamente bajo, pues no posee terminal de autobús integrada, siendo utilizada principalmente para quien usa la Línea Centro. También se usa para quien quiere dirigirse a una estación con terminal de autobús, dirigirse a la carretera o para coger el VLT.